# بيتي سيبريانو
بيتي سيبريانو (بالإنجليزية: Petey Cipriano)‏ مواليد 7 فبراير 1983 في جيرسي سيتي، هو مدرب كرة سلة أمريكي ولاعب سابق. بدأ مسيرته الاحترافية في سنة 2006. يبلغ طوله 6 قدم 9 بوصة (2.1 م). اعتزل اللعب في 2011. لعب مع نورشوبينغ دولفينز ونادي بوزنان لكرة السلة.